# Шепфль

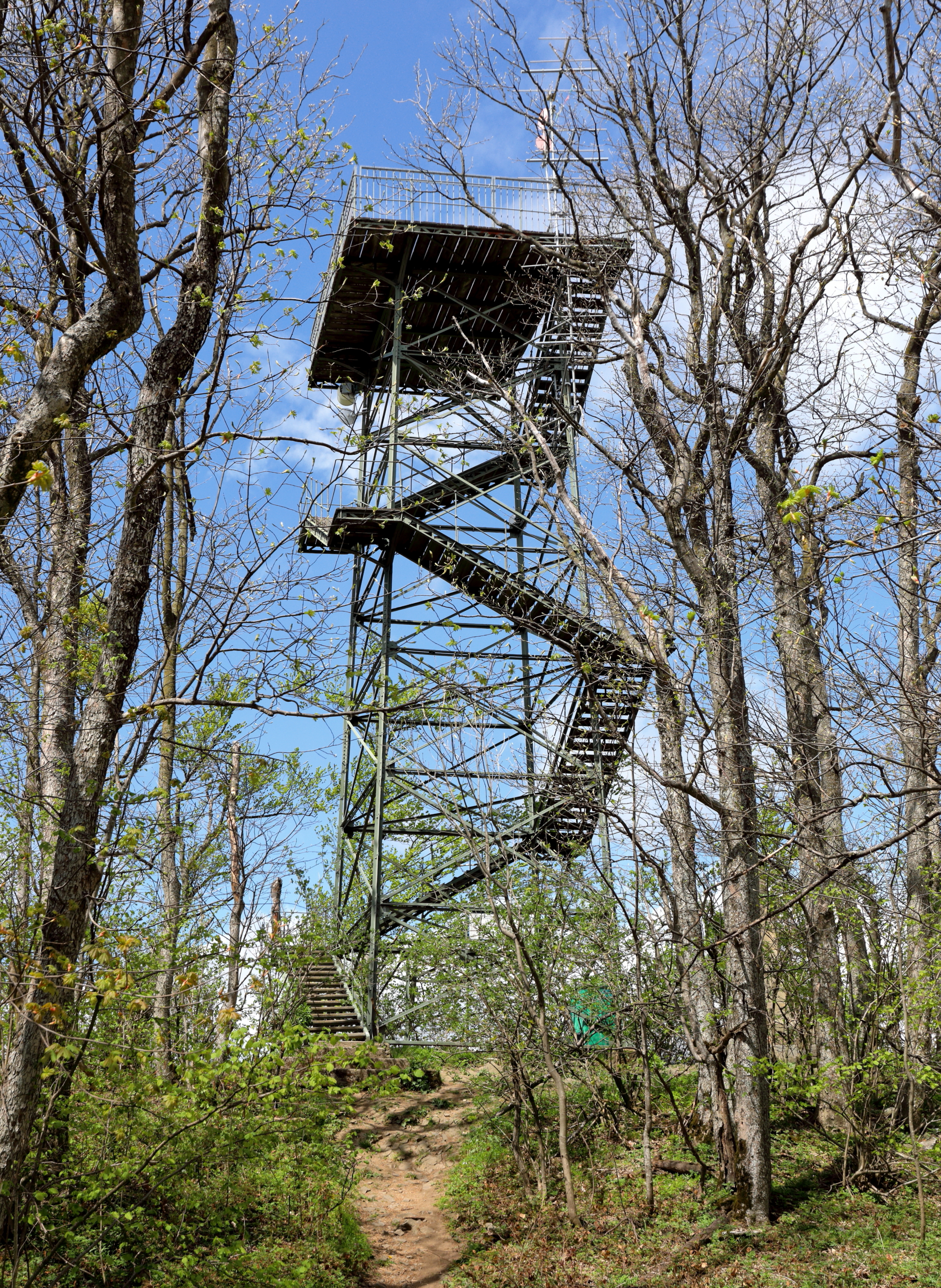
Оглядова вежа

Шепфль (нім. Schöpfl) — найвища гора Віденського лісу (893 м) — північно-східної частини Альп. Належить до зони флішу.
Гору вкриває листяний ліс. Зі схилів стікають численні струмки, що дають початок річкам Швехат, Тристінг і Великий Тульн. На вершині гори розташована оглядова вежа Матрасварте (Matraswarte), споруджена 1898 року. У хорошу погоду з неї відкривається панорамний краєвид на околиці.
Завдяки чистому повітрю й низькому світловому забрудненню 1969 року на сусідній вершині Міттершепфль (882 м) побудовано обсерваторію Леопольда Фіґля.